# Strymon inorata
Strymon inorata är en fjärilsart som beskrevs av G. och R. Strymon inorata ingår i släktet Strymon och familjen juvelvingar. Inga underarter finns listade i Catalogue of Life.